# Problem Child 2
Problem Child 2 (bra O Pestinha 2) é um filme estadunidense de 1991 do gênero comédia, dirigido por Brian Levant.
É sequência de O Pestinha, lançado no ano anterior, sendo a continuação das aventuras do menino órfão adotado que deliberadamente causa estragos aonde quer que vá. Neste filme, Amy Yasbeck retrata Annie Young, ao contrário do primeiro filme em que ela originalmente retratava Flo Healy, esposa de Ben Healy (John Ritter). Este filme foi produzido pelo produtor Robert Simonds, que também produziu o primeiro filme.

## Enredo
Recém divorciado, Ben e seu filho Junior mudam-se de Cold River para Mortville, uma cidade onde há muitas mulheres solteiras disponíveis. Logo elas tratam de fazer fila na porta de Ben, que está a procura de uma nova mulher para si, enquanto Junior tortura seus vizinhos e colegas de classe com suas travessuras cruéis. Durante a viagem, Junior acaba conhecendo Trixie, uma menina tão pestinha quanto ele, e que acaba se tornando sua principal rival.
No primeiro dia de aula, o diretor Igor Peabody, ao ver Junior, fica desesperado e promove o garoto à sexta série apenas na intenção de que o garoto se forme o mais breve possível e saia da escola. Durante a aula de matemática, Murph, um valentão repetente, faz questão de dar respostas erradas apenas para debochar de seu professor Thorn, ao que Junior, de forma igualmente debochada, responde perguntas certas apenas para irritar o grandão, que ameaça Junior, que mesmo diante da perseguição, não tem medo do valentão, que acaba sendo vítima de mais uma travessura do garoto, que o prende na lousa com várias fitas adesivas, deixando o professor Thorn surpreso ao entrar. Na tentativa de se vingar, Murph derruba a antena parabólica da escola, porém atinge Ben por engano. Enquanto é socorrido, Ben conhece a bela enfermeira Annie, por quem sente certa atração, deixando Junior bastante enciumado. Enquanto trama contra Annie afim de afastá-la de seu pai, Junior é ameaçado por Trixie, descobrindo que ela é filha de Annie, que acaba fazendo de Junior, uma vítima de suas travessuras. Mesmo atraído por Annie, inicialmente Ben não dá continuidade a isto e continua alimentando contatos com outras mulheres em sua busca por uma nova esposa.
Em seu primeiro encontro, Ben decide sair com Debbie Claukinski, uma mulher recém-separada de Voytek, um eslavo bastante ciumento e paranoico que está na pior desde que sua esposa o deixou. Enquanto sai com Debbie, Ben deixa Junior aos cuidados de Rhonda, uma moça que se faz de simpática na frente de Ben, mas age de forma desaforada e desrespeitosa para com Junior, fazendo pouco caso do garoto e até chamando seu namorado roqueiro(que é bastante submisso á ela) para visitá-la e terem relações no quarto principal enquanto Junior fica totalmente sem atenção, mas se aproveita da situação afim de expor o casal á vizinhança toda, colocando câmeras no quarto e projetores do lado de fora. Neste interim, ele arruina o encontro de Ben e Debbie, encontrando o telefone de Voytek e ligando para este, revelando o paradeiro de sua ex-mulher, que já está saindo com outro. Nisso, um ciumento Voytek vai ao restaurante onde estão Debbie e Ben e os flagra juntos, agredindo Ben, que ao reagir contra seu agressor, acaba despertando uma reação inesperada em Debbie, que decide defender seu ex-marido e os dois reatam a relação ali mesmo, cabendo ao próprio Ben lhes deixar em casa apesar de tudo, apenas para logo depois se deparar com a vizinhança acompanhando a relação sexual entre Rhonda e seu namorado no quarto de Ben.
Para dificultar as coisas, "Big" Ben, pai de Ben e avô de Junior, após perder a eleição para prefeito de Cold River e ser difamado, decide se esconder na casa de seu filho, alegando que não tem mais dinheiro. Apesar da relação ruim entre pai e filho, Ben acaba tendo que acolher seu pai, que passa a morar com eles na nova casa e é vítima das travessuras de Junior, com quem continua se desentendendo. Em mais uma tentativa de encontrar um novo amor, Ben fica surpreso ao ver sua pretendente Emily ser alvo de mais uma travessura de Junior (ao tocar a campainha, ela leva um choque elétrico porque Junior mudou as fiações da casa), e fica desapontado no sofá, causando risos em seu pai, que vinha descendo a escada quando se deparou com a cena. Após eletrocutada, Emily alega não estar se sentindo bem e acaba voltando para casa, fazendo com que o encontro entre ela e Ben nem sequer aconteça.
Quando Junior acredita que Ben deu um tempo em suas investidas amorosas e vai ter mais tempo para lhe dar atenção, a gananciosa Lawanda Dumore, uma bancária milionária e persistente que ficou obcecada por Ben quando este chegou a cidade e abriu contrato com seu banco, consegue colocar suas garras em Ben, que apesar de estar atraído amorosamente por Annie, é seduzido pelo charme e fortuna de Lawanda e pressionado por seu pai Big Ben, que acredita que o casamento entre os dois irá solucionar seus problemas financeiros. Não demora muito até que Ben, totalmente enfeitiçado por Lawanda, decida se casar com ela. Assim, Junior e Trixie, que após muita rivalidade, acabam se entendendo e se tornando amigos, precisam unir forças para impedir o casamento a qualquer custo, visto que percebem que seus pais estão apaixonados um pelo outro e assim, tentam uni-los. Apesar dos esforços das crianças, nada impede a cerimônia de casamento entre Ben e Lawanda, que apenas acaba caindo num golpe final de Trixie, fazendo Ben desistir do casamento e começar a namorar Annie, para total felicidade de seus filhos. Lewanda, no entanto, não fica sozinha no final: Já que Big Ben está obcecado no dinheiro da milionária, Ben questiona se seu pai não quer casar com ela, o que convence o velho, que acaba se casando com Lawanda ali mesmo.

## Elenco
| Nome                | Personagem                                    |
| ------------------- | --------------------------------------------- |
| Michael Oliver      | Junior Healy                                  |
| John Ritter         | Benjamin Healy, Jr. (Ben)                     |
| Jack Warden         | Benjamin Healy (Big Ben)                      |
| Laraine Newman      | Lawanda Dumore                                |
| Amy Yasbeck         | Annie Young                                   |
| Ivyann Schwan       | Trixie Young                                  |
| Gilbert Gottfried   | Igor Peabody (diretor da Escola de Mortville) |
| James Tolkan        | Sr. Thorn (professor)                         |
| Alan Blumenfeld     | Aron Burger                                   |
| Paul Willson        | Smith                                         |
| Bob Smith           | Padre Flanagan                                |
| Krystle Mataras     | Dolly                                         |
| Tiffany Mataras     | Madison                                       |
| Charlene Tilton     | Debbie Claukinski                             |
| Kristina Simonds    | Rhoda                                         |
| Eric Edwards        | Murph                                         |
| Aaron Vaughn        | Namorado de Rhoda                             |
| Martha Quinn        | Emily                                         |
| Zach Grenier        | Voytek Claukinski                             |
| June Foray          | Fantoche (voz)                                |
| Dennis Redfield     | Agente de controle de animais #1              |
| Bill Warren         | Agente de controle de animais #2              |
| Denise Lecce        | Participante do chá de panela                 |
| Nancy Duerr         | Participante do chá de panela                 |
| Tom Nowicki         | Oficial de saúde #1                           |
| Ric Reitz           | Oficial de saúde #2                           |
| Bill Cordell        | Técnico de laboratório                        |
| Hillary Matthews    | Esposa                                        |
| Robert Small        | Pathetic Defiant Man                          |
| Danny Gura          | Garoto                                        |
| Carla Kneeland      | Acompanhante do Sr. Peabody                   |
| Joe Baker           | Professor Nigel Crump                         |
| Tabetha Thomas      | Polly                                         |
| Paul Sutera         | Richard                                       |
| Buddy Stoccardo     | DJ do "Dança Maluca"                          |
| Jillian Amburgey    | Senhora do "Hubba Hubba"                      |
| Adam Brock          | Vizinho                                       |
| Christopher Oyen    | Garçom                                        |
| Danny Hanemann      | Operador da montanha-russa                    |
| Brett Rice          | Maitre D'                                     |
| Shaun Padgett       | Mãe                                           |
| Aimee Deshayes      | Garota                                        |
| Tammy Boalo         | Mãe da aluna da Sexta Série                   |
| Danielle Meierhenry | Aluna da Sexta Série                          |
| Elaine Klimaszewski | Garota da jacuzzi #1                          |
| Diane Klimaszewski  | Garota da jacuzzi #2                          |
| Carol French        | Cavaleiro                                     |
| Katie Prestwood     | Parente #1                                    |
| Carrell Myers       | Parente #2                                    |
| Carol French        | Parente #3                                    |
| Laura O'Connell     | Garota de biquíni                             |
| Tim Powell          | Rapaz de peruca                               |
| Kenneth Londoner    | Alan White (não creditado)                    |
| Tim Rerucha         | Garçom (não creditado)                        |
| L.A. Rothman        | Colega de classe de Junior (não creditado)    |
| Tory Wynter         | Convidado do casamento (não creditado)        |
| Barclay             | Nippy (cão de estimação de Big Ben)           |

## Recepção
Apesar do filme ter se tornado um sucesso comercial, acumulando trinta e dois milhões de dólares contra um orçamento de entre onze e quinze milhões, o filme não se saiu tão bem nas bilheterias quanto o primeiro (que gerou mais de setenta milhões de dólares de receita).
No agregador de críticas Rotten Tomatoes, Problem Child 2 possui apenas 7% de aprovação dos usuários com base em 27 comentários sob o seguinte consenso crítico: "Cruel, rude, pueril e inútil, Problem Child 2 representa um nadir cínico disfarçado de entretenimento comercializado para as famílias"; a nota média nesse mesmo site para o filme é de 2,4/10. O público pesquisado pelo CinemaScore atribuiu ao filme uma nota "B+" numa escala que varia de "A a F".
A revista Variety declarou: "Essa versão ruim de uma comédia parece ter sido escrita por crianças de cinco anos para crianças de cinco anos, tanto que se suspeita que seu roteiro tenha sido 'feito a dedo'".